# Ślądkowice
Ślądkowice (prononciation [ɕlɔntkɔˈvit͡sɛ]) est un village de la gmina de Dłutów, du powiat de Pabianice, dans la voïvodie de Łódź, situé dans le centre de la Pologne.
Il se situe à environ 7 kilomètres à l'ouest de Dłutów (siège de la gmina), 11 kilomètres au sud-ouest de Pabianice (siège du powiat) et 27 kilomètres au sud-ouest de Łódź (capitale de la voïvodie).

## Administration
De 1975 à 1998, le village était attaché administrativement à l'ancienne voïvodie de Piotrków.

Depuis 1999, il fait partie de la nouvelle voïvodie de Łódź.